# Worthington Brothers
Worthington Brothers war ein britischer Hersteller von Automobilen.

## Unternehmensgeschichte
Das Unternehmen aus Hythe begann 1909 mit der Produktion von Automobilen. Der Markenname lautete Worthington. 1912 endete die Produktion.

## Fahrzeuge
Das einzige Modell Runabout war ein Kleinwagen. Zunächst trieb ein selbst hergestellter Zweizylinder-Boxermotor mit 8 PS Leistung das Fahrzeug an. Später kam ein V2-Motor von J.A.P. mit 8/9 PS zum Einsatz. Die Motorleistung wurde über zwei Ketten auf eine Vorgelegewelle übertragen und von dort über einen Riemen an die Hinterachse. Die offene Karosserie bot Platz für zwei Personen. Der Neupreis betrug 90 Pfund.